# Catedral de Dranda
La Catedral de Dranda (en georgiano: დრანდის ტაძარი; en abjasio: Драндатәи ауахәама) es un edificio religioso de la Iglesia ortodoxa georgiana situado en Dranda, en el distrito de Gulripshi de la de facto independiente República de Abjasia, aunque su estatus de iure está dentro de la República Autónoma de Abjasia, parte de Georgia. La catedral fue incluida en la lista de monumentos culturales inmuebles de importancia nacional en Georgia desde 2007.

## Historia
Según el historiador romano Procopio de Cesarea, en el año 551 el emperador bizantino Justiniano I construyó un templo en este entorno, en lo que se cree hoy es la catedral de Dranda. 
En la Edad Media, sirvió como residencia de los obispos de la iglesia ortodoxa georgiana de la diócesis de Dranda, cuyo origen se remonta al primer tercio del siglo XI. Durante el periodo de ocupación otomano, el templo sufrió grandes daños pero fue restaurado en el siglo XIX por iniciativa del obispo de Imereti, Gabriel Kikodze. Durante la guerra ruso-turca de 1877-1878, los abjasios se rebelaron contra el Imperio ruso y asaltaron el templo. La catedral sufrió un incendio que destruyó parte del techo y los frescos. Los monjes del Monasterio de Novi Afon pidieron convertir la catedral en un monasterio y se completó la restauración del edificio en 1886.
Después del establecimiento del gobierno soviético en Georgia, durante el auge del ateísmo, el Monasterio de Dranda fue cerrado en 1924 y transformado en prisión. Se volvió a restaurar en 1978 y en 2002 reabrió como templo.

## Arquitectura

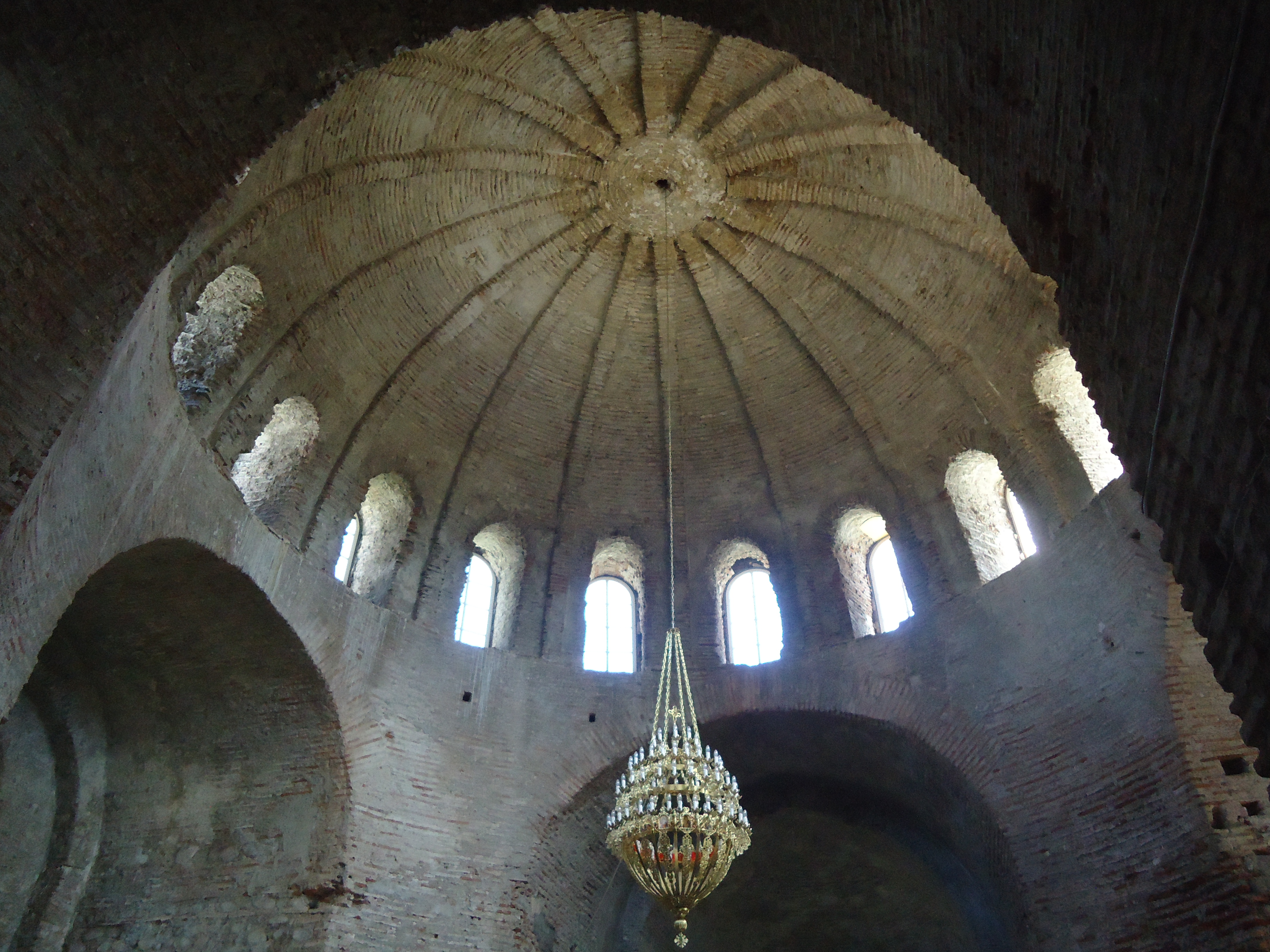
Cúpula de la catedral de Dranda

La catedral pertenece al tipo de iglesia en cruz con cúpula en los siglos V-VIII. Está relacionado con la arquitectura bizantina en términos de técnicas de construcción, planos y proporciones, pero su constructor también tomó prestadas algunas cosas de la arquitectura georgiana, como el Monasterio de Jvari en Mtsjeta. Está construido de ladrillo y adoquín. En la planta, los brazos de la cruz tienen forma rectangular en los tres lados y los almacenes de las esquinas son de planta circular, cuyas entradas son por los brazos sur y norte. Desde el exterior, la cruz está inscrita en un rectángulo con tres ábsides a dos aguas con pequeños arcos están unidos a la fachada este, que incluyen un altar y un diácono. El espacio entre la base del cuello de la cúpula y la cúpula sorda se rellenó con hasta 30 ánforas enteras (su análisis fue el que dio la fecha de construcción del templo, entre los siglos IV-VII). Desde el oeste, el templo se completa con el vestíbulo. La cúpula del templo fue erigida sobre una estructura externa de dieciséis lados.
Partes de la estructura principal, las paredes exteriores y el techo, fueron restauradas por monjes rusos en el siglo XIX cubriendo con estuco gran parte del ladrillo original, aunque todavía se pueden ver pequeñas porciones intactas.
El historiador Dmitri Bakradze, al visitar la Catedral de Dranda en 1860, informó que el templo estaba pintado con frescos que podrían datar de los siglos XIII-XIV. Sin embargo, con el tiempo, se derrumbaron por completo y no se restauraron durante la restauración del templo.

## Controversia
El 6 de diciembre de 2010, el Banco Nacional de la República de Abjasia emitió una moneda de colección con la imagen del templo con un valor nominal de 10 apsars.

El 10 de febrero de 2011, el Gobierno de Abjasia transfirió la catedral a la iglesia ortodoxa abjasia para uso gratuito y perpetuo. Esto resultó en la pérdida de algunos elementos auténticos de la arquitectura, incluida la destrucción de uno de los últimos restos supervivientes de los siglos VI-VII, la pila bautismal, que fue sustituida en ese mismo lugar por una nueva de hormigón. Ésta y otras polémicas restauraciones hicieron que el gobierno de Georgia acusara a las autoridades abjasias de borrar el pasado georgiano del templo.

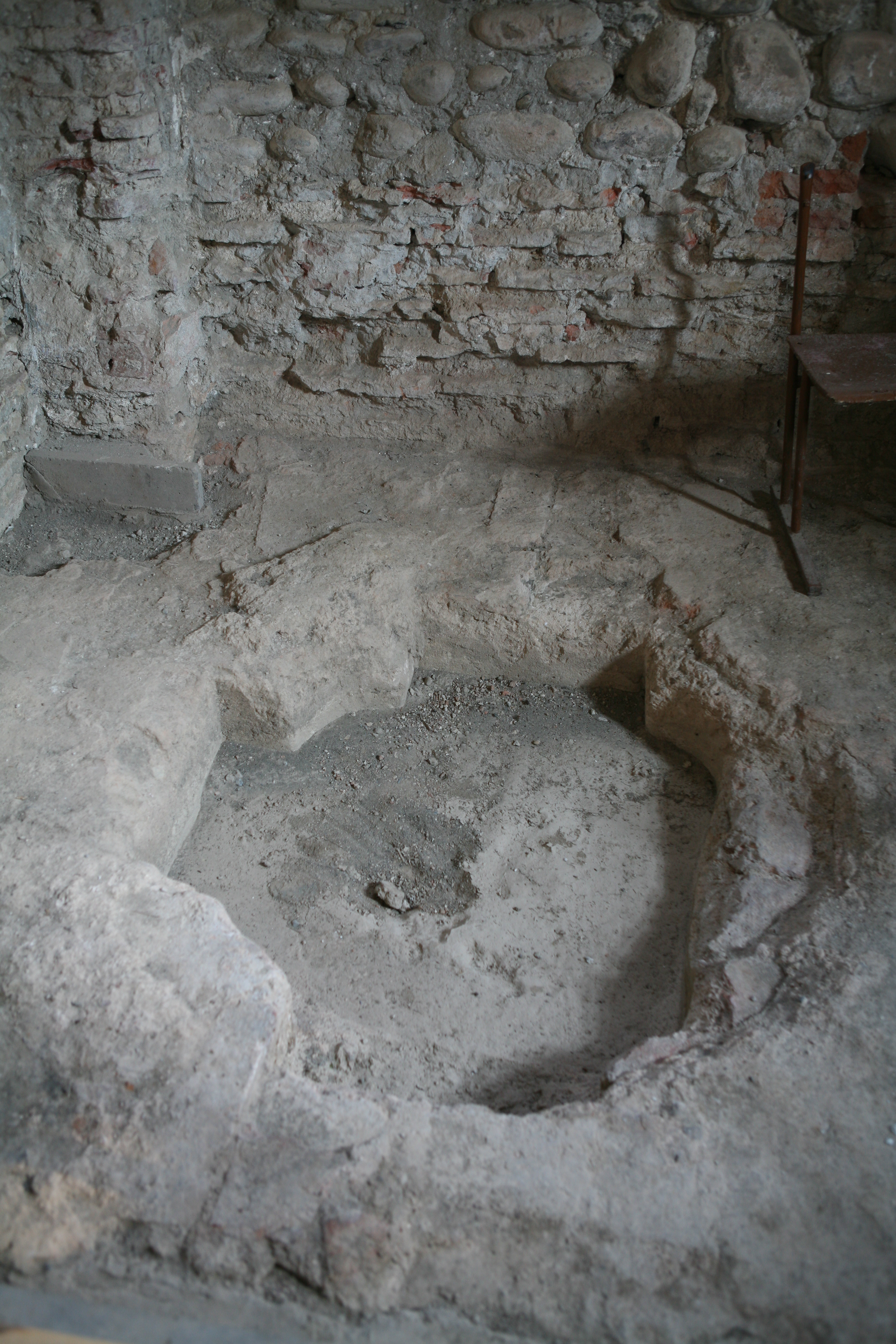
Pila bautismal antes de la reconstrucción
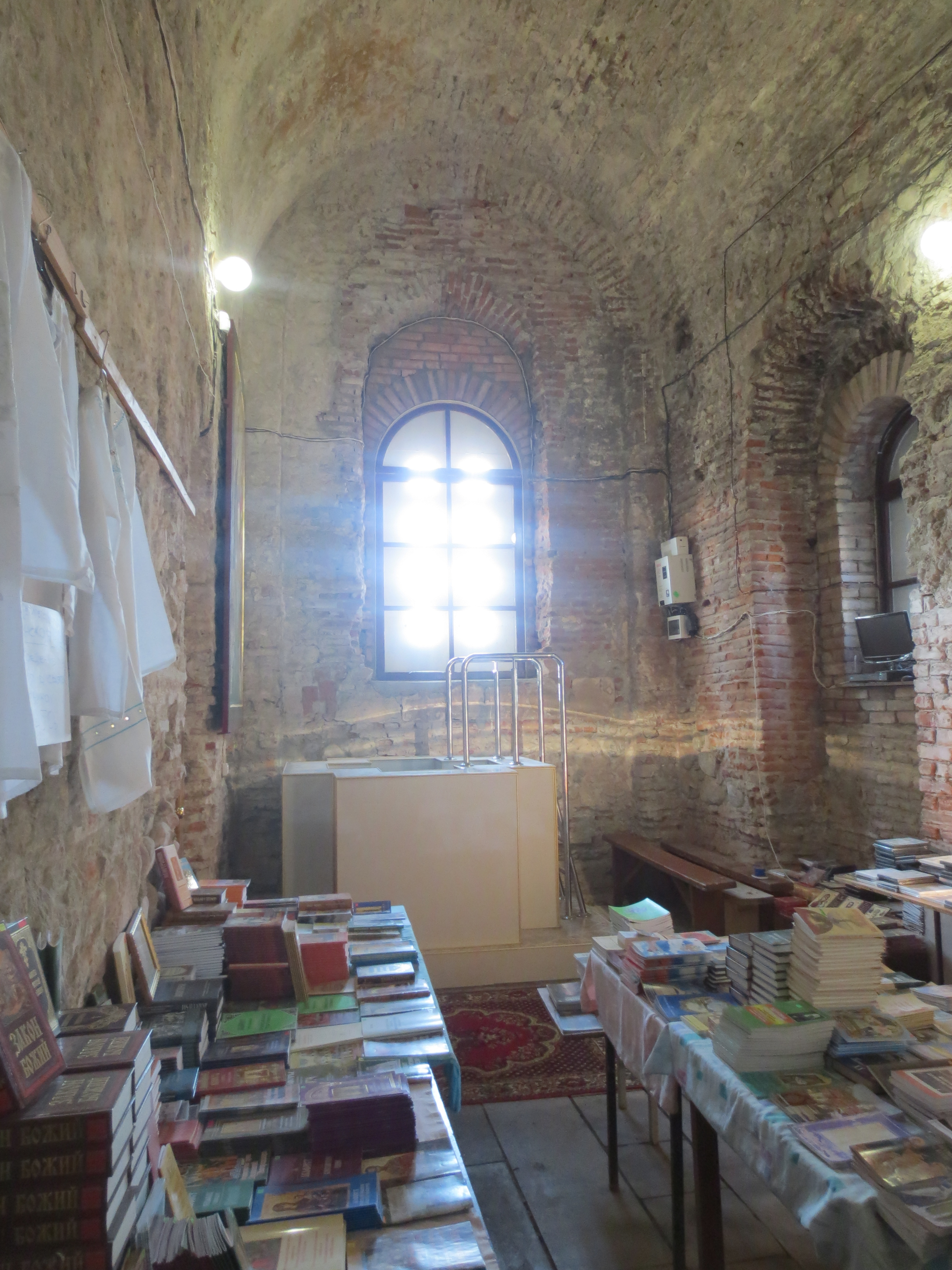
Interior de la iglesia con la pila bautismal en el fondo, tras la reconstrucción